# Premi César 2016
La cerimonia di premiazione della 41ª edizione dei Premi César si è svolta il 26 febbraio 2016 al Théâtre du Châtelet di Parigi. È stata presieduta da Claude Lelouch e presentata da Florence Foresti. È stata trasmessa da Canal+.
Ad ottenere il maggior numero di candidature (dieci) sono state le pellicole Marguerite e I miei giorni più belli (Trois souvenirs de ma jeunesse).

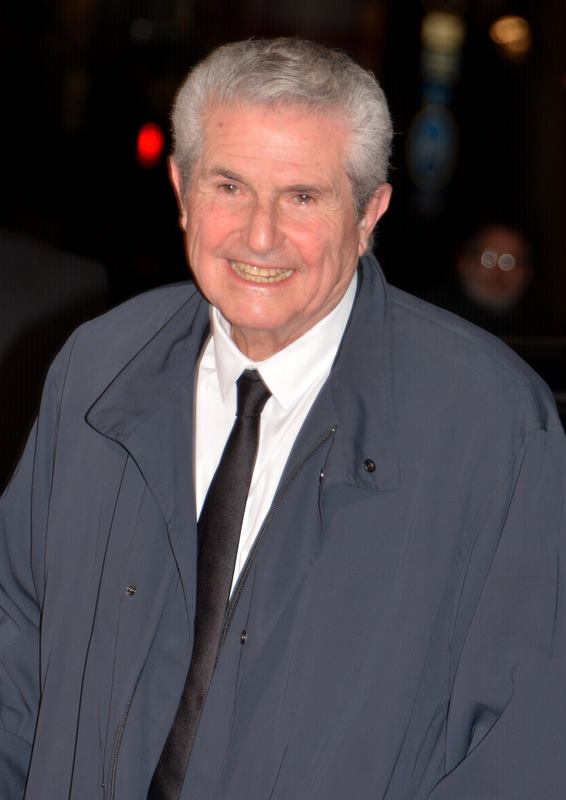
Claude Lelouch

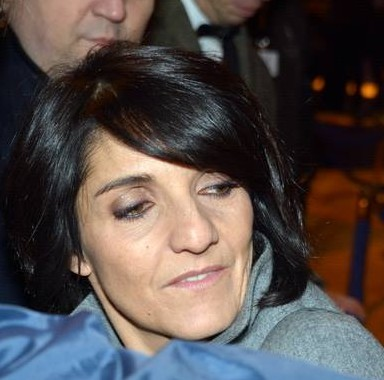
Florence Foresti

## Vincitori e candidati
I vincitori sono indicati in grassetto, a seguire gli altri candidati.

### Miglior film
- Fatima, regia di Philippe Faucon

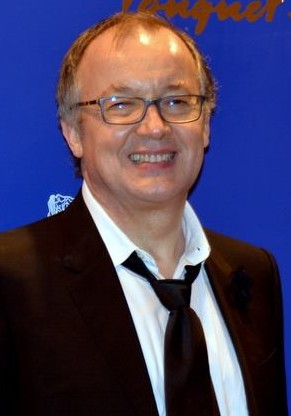
Philippe Faucon

- Dheepan - Una nuova vita (Dheepan), regia di Jacques Audiard
- La legge del mercato (La loi du marché) , regia di Stéphane Brizé
- Marguerite, regia di Xavier Giannoli
- Mon roi - Il mio re (Mon roi), regia di Maïwenn
- Mustang, regia di Deniz Gamze Ergüven
- A testa alta (La tête haute), regia di Emmanuelle Bercot
- I miei giorni più belli (Trois souvenirs de ma jeunesse), regia di Arnaud Desplechin

### Miglior regista
- Arnaud Desplechin - I miei giorni più belli (Trois souvenirs de ma jeunesse)
- Stéphane Brizé - La legge del mercato (La loi du marché)
- Xavier Giannoli - Marguerite
- Jacques Audiard - Dheepan - Una nuova vita (Dheepan)
- Maïwenn - Mon roi - Il mio re (Mon roi)
- Deniz Gamze Ergüven - Mustang
- Emmanuelle Bercot - A testa alta (La Tête haute)

### Miglior attore

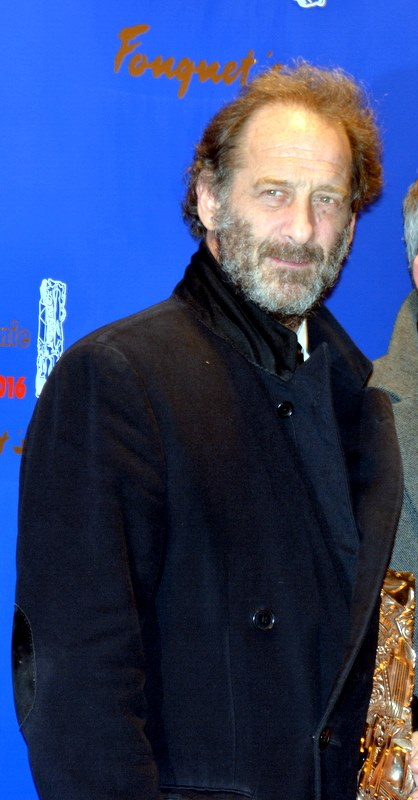
Vincent Lindon

- Vincent Lindon - La legge del mercato (La Loi du marché)
- Jean-Pierre Bacri - La Vie très privée de Monsieur Sim
- Vincent Cassel - Mon roi - Il mio re (Mon roi)
- François Damiens - Les Cowboys
- Gérard Depardieu - Valley of Love
- Antonythasan Jesuthasan - Dheepan - Una nuova vita (Dheepan)
- Fabrice Luchini - La corte (L'Hermine)

### Miglior attrice
- Catherine Frot – Marguerite
- Loubna Abidar – Much Loved

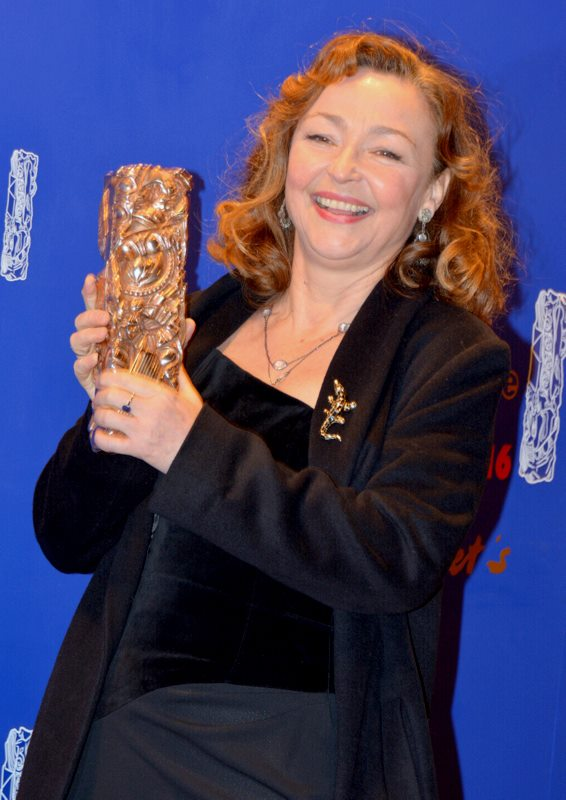
Catherine Frot

- Emmanuelle Bercot – Mon roi - Il mio re (Mon roi)
- Cécile de France – La Belle Saison
- Catherine Deneuve – A testa alta (La Tête haute)
- Isabelle Huppert – Valley of Love
- Soria Zeroual – Fatima

### Migliore attore non protagonista

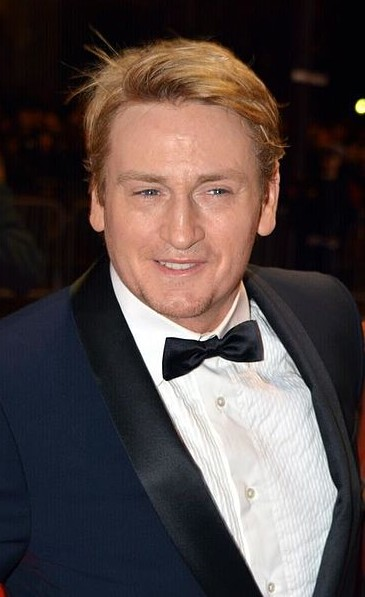
Benoît Magimel

- Benoît Magimel – A testa alta (La Tête haute)
- Michel Fau – Marguerite
- Louis Garrel – Mon roi - Il mio re (Mon roi)
- André Marcon – Marguerite
- Vincent Rottiers – Dheepan - Una nuova vita (Dheepan)

### Migliore attrice non protagonista

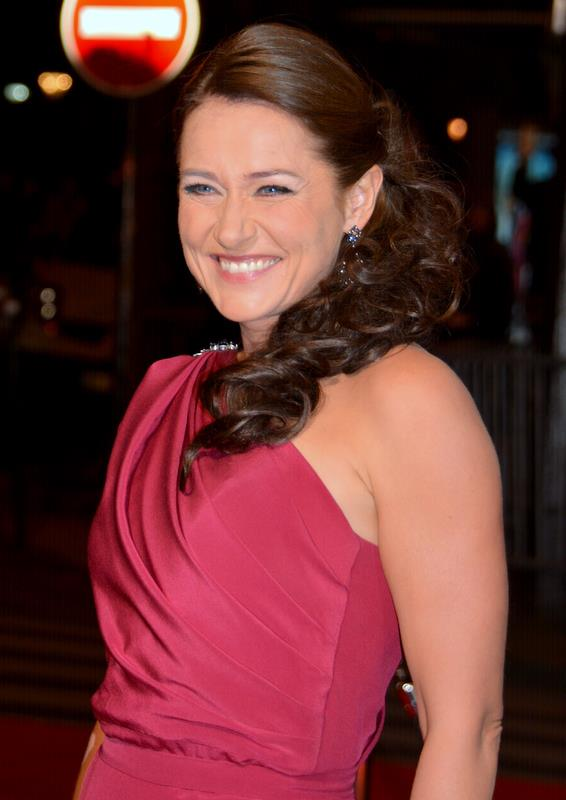
Sidse Babett Knudsen

- Sidse Babett Knudsen – La corte (L'Hermine)
- Sara Forestier – A testa alta (La Tête haute)
- Agnès Jaoui – Comme un avion
- Noémie Lvovsky – La Belle Saison
- Karin Viard – 21 nuits avec Pattie

### Migliore promessa maschile

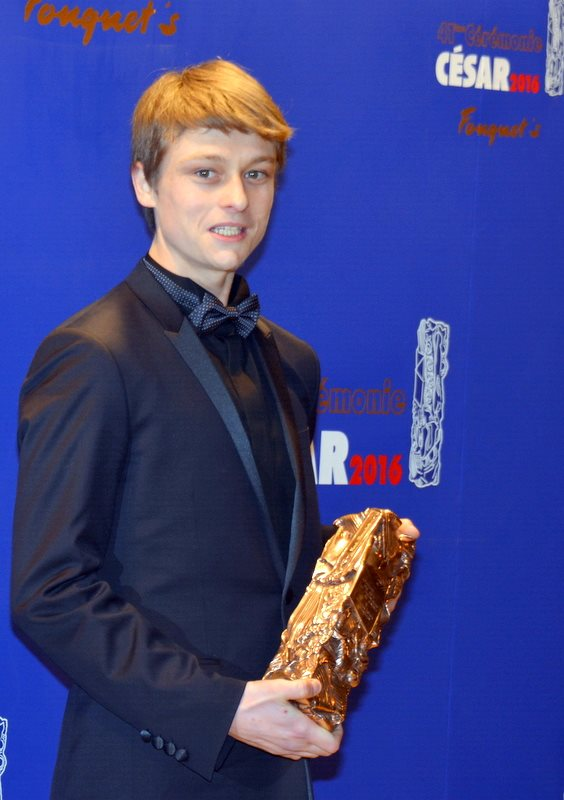
Rod Paradot

- Rod Paradot – A testa alta (La Tête haute)
- Swann Arlaud – Les Anarchistes
- Quentin Dolmaire – I miei giorni più belli (Trois souvenirs de ma jeunesse)
- Félix Moati – À trois on y va
- Finnegan Oldfield – Les Cowboys

### Migliore promessa femminile
- Zita Hanrot – Fatima

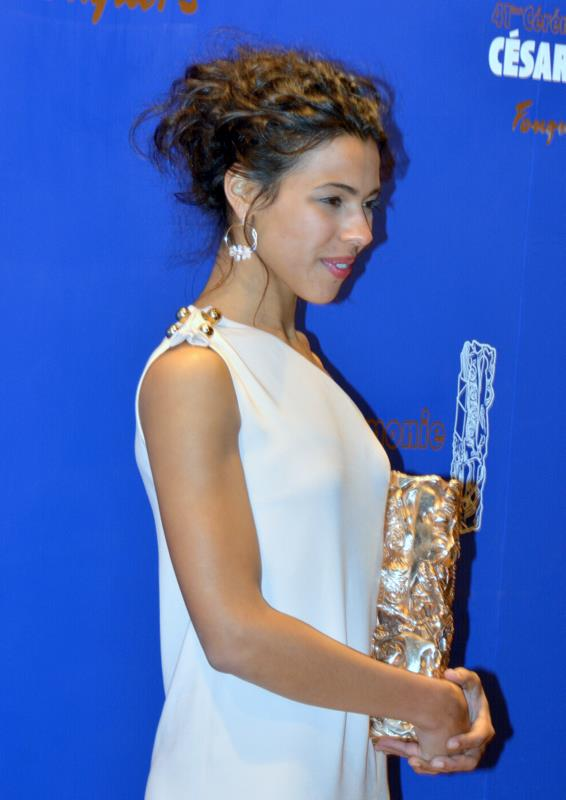
Zita Hanrot

- Lou Roy-Lecollinet – I miei giorni più belli (Trois souvenirs de ma jeunesse)
- Diane Rouxel – A testa alta (La Tête haute)
- Sara Giraudeau – Les Bêtises
- Camille Cottin – Connasse, princesse des cœurs

### Migliore sceneggiatura originale
- Mustang – Deniz Gamze Ergüven e Alice Winocour
- Dheepan - Una nuova vita (Dheepan) – Jacques Audiard, Thomas Bidegain e Noé Debré
- Marguerite – Xavier Giannoli
- A testa alta (La Tête haute) – Emmanuelle Bercot e Marcia Romano
- Trois souvenirs de ma jeunesse – Arnaud Desplechin e Julie Peyr

### Migliore adattamento
- Fatima – Philippe Faucon
- L'Affaire SK1 – David Oelhoffen e Frédéric Tellier
- Il condominio dei cuori infranti (Asphalte) – Samuel Benchetrit
- L'Enquête – Vincent Garenq e Stéphane Cabel
- Journal d'une femme de chambre – Benoît Jacquot e Hélène Zimmer

### Migliore fotografia
- Valley of Love – Christophe Offenstein
- Dheepan - Una nuova vita (Dheepan) – Éponine Momenceau
- Marguerite – Glynn Speeckaert
- Mustang – David Chizallet et Ersin Gök
- Trois souvenirs de ma jeunesse – Irina Lubtchansky

### Miglior montaggio
- Mustang – Mathilde Van de Moortel
- Dheepan - Una nuova vita (Dheepan) – Juliette Welfling
- Marguerite – Cyril Nakache
- Mon roi - Il mio re (Mon roi) – Simon Jacquet
- Trois souvenirs de ma jeunesse – Laurence Briaud

### Migliore scenografia
- Marguerite – Martin Kurel
- Dheepan - Una nuova vita (Dheepan) – Michel Barthélémy
- Journal d'une femme de chambre – Katia Wyszkop
- L'Odeur de la mandarine – Jean Rabasse
- Trois souvenirs de ma jeunesse – Toma Baquéni

### Migliori costumi
- Marguerite – Martin Kurel
- Dheepan - Una nuova vita (Dheepan) – Michel Barthélémy
- Journal d'une femme de chambre – Katia Wyszkop
- L'Odeur de la mandarine – Jean Rabasse
- Trois souvenirs de ma jeunesse – Toma Baquéni

### Migliore musica
- Mustang – Warren Ellis
- Les Cowboys – Raphael

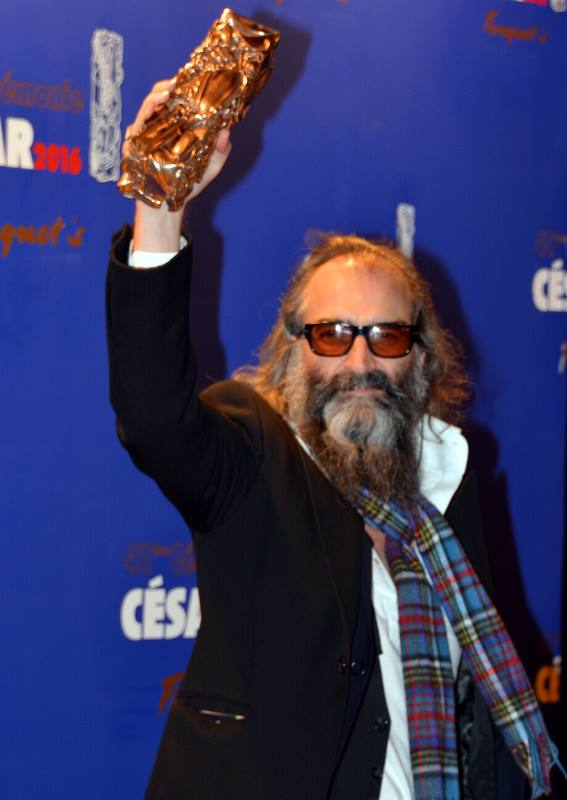
Warren Ellis

- En mai, fais ce qu'il te plaît – Ennio Morricone
- Mon roi - Il mio re (Mon roi) – Stephen Warbeck
- Trois souvenirs de ma jeunesse – Grégoire Hetzel

### Miglior sonoro
- Marguerite – François Musy e Gabriel Hafner
- Dheepan - Una nuova vita (Dheepan) – Daniel Sobrino, Valérie Deloof e Cyril Holtz
- Mon roi - Il mio re (Mon roi) – Nicolas Provost, Agnès Ravez e Emmanuel Croset
- Mustang – Ibrahim Gök, Damien Guillaume e Olivier Goinard
- Trois souvenirs de ma jeunesse – Nicolas Cantin, Sylvain Malbrant e Stéphane Thiébaut

### Miglior film straniero
- Birdman regia di Alejandro González Iñárritu
- Il figlio di Saul regia di László Nemes
- Je suis mort mais j’ai des amis regia di Guillaume e Stéphane Malandrin
- Mia madre regia di Nanni Moretti
- Taxi Teheran regia di Jafar Panahi
- Dio esiste e vive a Bruxelles regia di Jaco Van Dormael
- Youth - La giovinezza regia di Paolo Sorrentino

### Migliore opera prima
- Mustang regia di Deniz Gamze Ergüven
- L'Affaire SK1 regia di Frédéric Tellier
- Les Cowboys regia di Thomas Bidegain
- Ni le ciel ni la terre regia di Clément Cogitore
- Nous trois ou rien regia di Kheiron Tabib

### Miglior documentario
- Domani (Demain) regia di Cyril Dion e Mélanie Laurent
- La memoria dell'acqua (El botón de nácar) regia di Patricio Guzmán
- Cavanna jusqu'à l'ultime seconde, j’écrirai regia di Denis Robert e Nina Robert
- The Missing Picture (L'Image manquante) regia di Rithy Panh
- Une jeunesse allemande regia di Jean-Gabriel Périot

### Miglior film d'animazione
- Il piccolo principe (Le Petit Prince) regia di Mark Osborne
- Adama regia di Simon Rouby
- Avril et le Monde truqué regia di Christian Desmares e Franck Ekinci

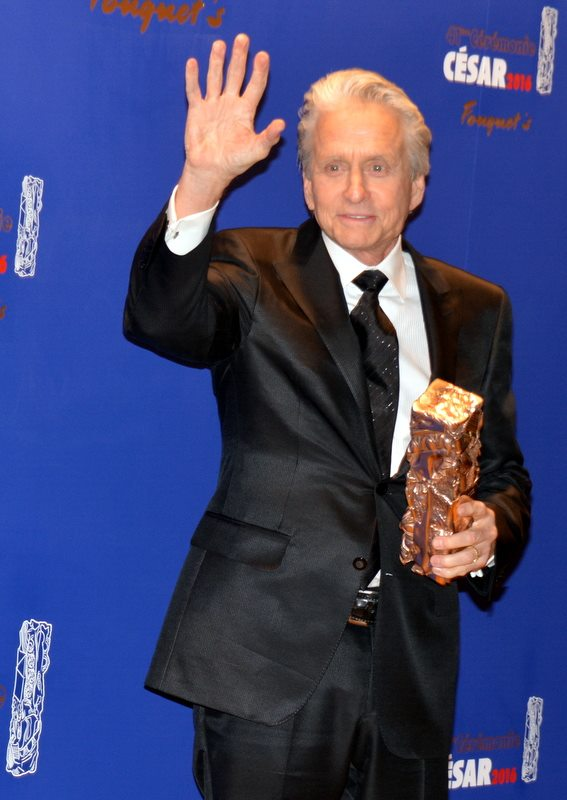
Michael Douglas

### Miglior cortometraggio
- La Contre-allée regia di Cécile Ducrocq
- Le Dernier des Céfrans regia di Pierre-Emmanuel Urcun
- Essaie de mourir jeune regia di Morgan Simon
- Guy Môquet regia di Demis Herenger
- Mon héros regia di Sylvain Desclous

### Miglior cortometraggio d'animazione
- Le Repas dominical regia di Céline Devaux
- La Nuit américaine d'Angélique regia di Pierre-Emmanuel Lyet e Joris Clerté
- Sous tes doigts regia di Marie-Christine Courtès
- Tigres à la queue leu leu regia di Benoît Chieux

### Premio César onorario
- Michael Douglas